# Australien (kontinent)
Australien (også kaldt Australia–New Guinea, Sahul, Meganesien eller Australinea) er et kontinent i Oceanien som omfatter (efter størrelse) Australiens fastland, Ny-Guinea, Tasmanien og tilstødende øer, som alle ligger på samme kontinentalsokkel. Disse landmasser er adskilt af have som ligger over kontinentalsokkelen – Arafurahavet og Torres-strædet mellem Australien og Ny-Guinea, og Bass-strædet mellem Australiens fastland og Tasmanien.
New Zealand ligger ikke på samme kontinentalsokkel og er således ikke del af kontinentet Australien, men indgår i den større region kendt som Australasien.
26°S 141°Ø / 26°S 141°Ø